# إريبا
إريبا هي بلدة صغيرة في إقليم وادي فيرا في دولة تشاد الأفريقية. تُعرف بأنها جزء من مقاطعة كوبي، بالإضافة إلى وجود محافظتها ومحكمة المنطقة الخاصة بها. يخدمها حاليًا مطار إريبا.